# Phyllonorycter caspica
Phyllonorycter caspica är en fjärilsart som beskrevs av Remigijus Noreika 1992. Phyllonorycter caspica ingår i släktet guldmalar, och familjen styltmalar.
Artens utbredningsområde är Azerbajdzjan. Inga underarter finns listade i Catalogue of Life.